# Batalla de Zvečan
La batalla de Zvečan fue un conflicto del siglo XI por la tierra y el poder entre el gobernante del Imperio Bizantino y los serbios. La ciudad fronteriza de Zvečan se convirtió en un foco central para escaramuzas,  redadas y la eventual destrucción y la derrota del Imperio Bizantino en Serbia.

## Antecedentes

### Príncipes serbiossigloVIII
A principios del siglo octavo, Serbia tenía una relación de totalidad nominal soberanía con el Imperio Bizantino . Los Gobernantes serbios fueron coronados como príncipes y cada príncipe llevó un Estado independiente con vínculos precarios con bizancio gobernado desde Constantinopla. 

## El conflicto

### Ampliación de Serbia en elsigloXIy avance
A mediados del siglo XI, Serbia libró una serie de guerras sucesivas contra los bizantinos. El resultado final fue la ampliación territorial de Serbia y su eventual avance en un reino.
Los Serbios Constantino Bodin y el Knez Vukan libraron con éxito la guerra contra el Imperio Bizantino durante muchos años. El objeto de las campañas de Vukan fue la adquisición total de Kosovo y de la expansión hacia el sur de Serbia.

### 1091-1094, escaramuzas y guerras en la ciudad de Zvečan
La ciudad de Zvečan, a continuación, situada en la frontera de los dos estados, fue el escenario de escaramuzas constantes y la guerra fronteriza entre 1091-1094.
Las incursiones serbias llegaron a ser tan intensas que el emperador bizantino Alejo I Comneno decidió inspeccionar personalmente la situación.
El sobrino del emperador, Juan Comneno , comandante de Durres, condujo un gran ejército en Serbia, que se reunió con una fuerza serbia mucho menor en la ciudad de Zvečan.
Los bizantinos fueron derrotados por esas fuerzas. Vukan envió ejércitos e incursiones en territorio bizantino, llegando hasta Skoplje , Tetovo y Vranje .

## Consecuencias

### Tratados de paz
Al año siguiente, una nueva campaña bizantina contra los serbios parecía inminente, pero Vukan logró negociar un tratado de paz.
- Datos: Q4872817